# Voicing
Het woord voicing wordt vooral gebruikt in de jazzmuziek, en zou zoiets kunnen betekenen als het eerder klassieke "stemvoering".  In principe is een voicing hetzelfde als een akkoord(-opeenvolging), maar bedoeld wordt eigenlijk de manier waarop je een akkoord(-opeenvolging) speelt.
Zo kan je spreken van "close voicing", wat ongeveer hetzelfde is als een enge of nauwe ligging van een akkoord(-opeenvolging).  Zo kan men Cmaj7(9)(#11)(13) spelen als volgt: si-do-re-mi-fa#-la (g-c-d-e-fis-a).  Natuurlijk bestaat ook zijn tegenhanger "wide" of "open" voicing, wat hetzelfde betekent als wijde ligging van een akkoord(-opeenvolging).  
Maar er bestaan ook zoiets als "kwartvoicing".  Dit zijn akkoorden, die niet zoals gewoonlijk opgebouwd zijn uit tertsen, maar wel uit kwarten.  Bekend is vooral (vb.: Dm7(11)) re-sol-do-fa-la.  Maar ook (vb.: Cmaj7(9)(13)) si-mi-la-re-sol-do. 

## Typen voicings
- block-chord
- drop-two voicing
- kwartvoicing
- left-hand voicing (toetsinstrumenten)
- skeleton voicing
- So What voicing
- three-note voicing
- Upperstructure

Het is, vooral voor (jazz)pianisten, belangrijk dat je de verschillende voicings, en de verschillende technieken goed beheerst, zodat je niet meer hoeft na te denken als je een solist begeleidt ("comping") en je snel de harmonieën kunt weergeven zoals jij het wilt (close voicing, open voicing, bluesvoicing, kwartvoicing ... ).